# Видеокассета
Видеокассе́та — картридж для хранения магнитной ленты, предназначенной для наклонно-строчной видеозаписи. Является разновидностью носителя информации и применяется для записи и воспроизведения телевизионного (видео) изображения и звукового сопровождения посредством видеомагнитофона или видеокамеры. Информация может храниться на видеокассетах как в форме аналогового видеосигнала, так и в виде цифровых данных.

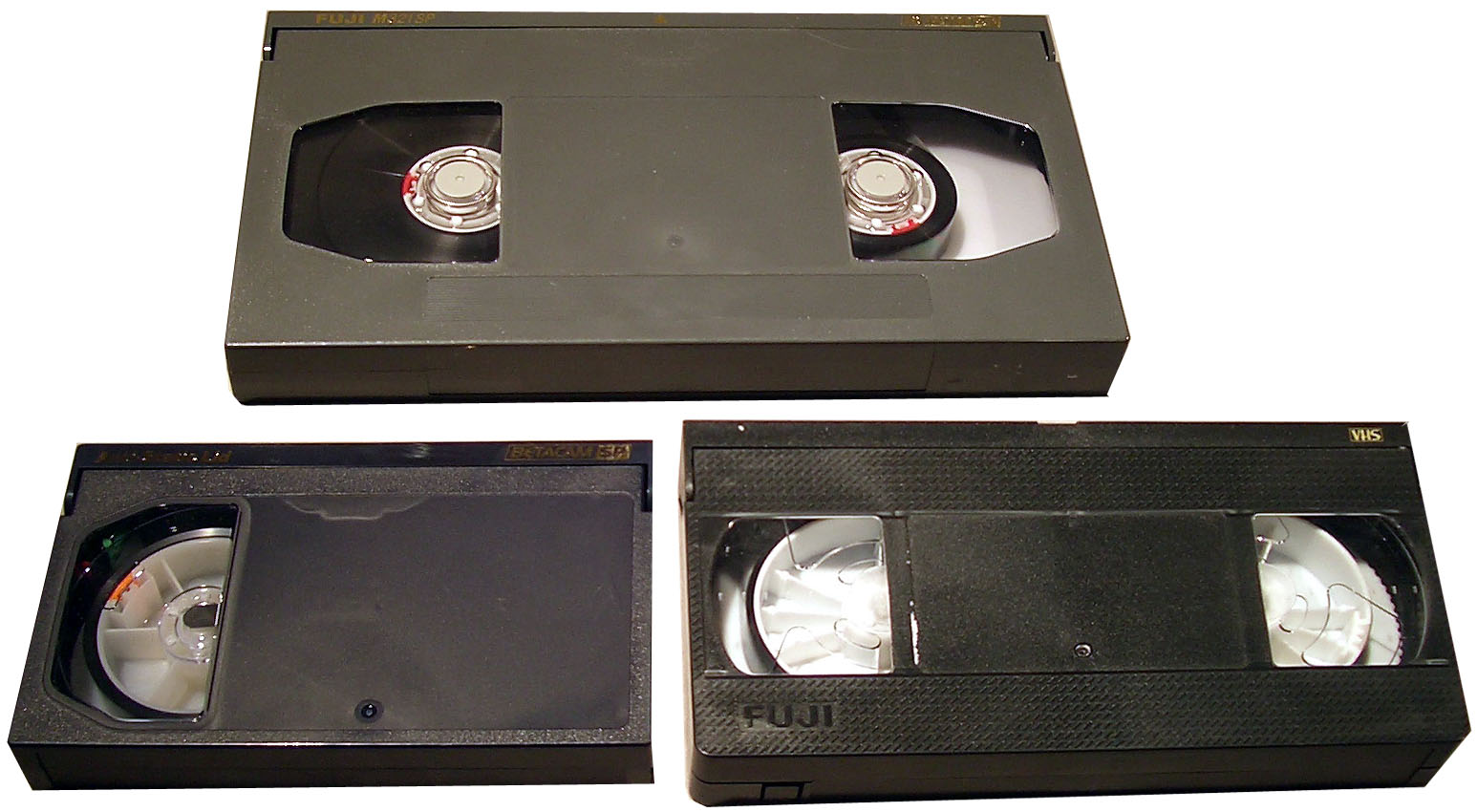
Видеокассеты разных форматов

## Историческая справка
1 декабря 1953 года американская компания RCA продемонстрировала запись на магнитную ленту как чёрно-белых, так и цветных телевизионных программ в своих лабораториях в Принстоне. Высокоскоростная продольная система магнитных лент Simplex, разработанная с 1951 году, могла записывать и воспроизводить только несколько минут телевизионной программы. В 1953 году Норикадзу Савадзаки разработал прототип видеомагнитофона с спиральным сканированием. В 1959 году компания Toshiba выпустила первый коммерческий видеомагнитофон со спиральным сканированием.
Переход от катушечных видеомагнитофонов к кассетным способствовал распространению бытовой видеозаписи, кардинально упростив заправку ленты в аппарат. В тележурналистике кассеты повысили удобство работы. Первым массовым кассетным форматом в 1971 году стал «Ю-мэтик» (англ. U-matic), положивший начало внестудийной видеожурналистике. Первые бытовые кассетные видеомагнитофоны были также основаны на этом типе кассет, содержавших магнитную ленту шириной 3/4 дюйма (19,05 мм). В дальнейшем ширина магнитной ленты видеокассет уменьшалась и в первых бытовых кассетных форматах «Ви-Си-Ар» (англ. VCR) и «Картривижн» (англ. CartriVision) составляла 1/2 дюйма (12,7 мм). Самыми массовыми стали бытовые форматы «Бетамакс» (англ. Betamax) и «Ви-Эйч-Эс» (англ. VHS), на основе которых разработаны профессиональные «Бетакам» (англ. Betacam) и MII. Дальнейшее уменьшение ширины магнитной ленты в кассете привело к появлению форматов «Видео-8» (англ. Video 8) и «Хай-8» (англ. Hi 8). Благодаря появлению видеокассет появилась возможность создания видеокамер и профессиональных камкордеров, содержащих в одном корпусе телекамеру и портативный видеомагнитофон. Новейшие форматы цифровой видеозаписи изначально разрабатывались под кассетную зарядку, как более удобную, чем бобинная (вручную). Цифровые форматы D1, D2, Betacam SX и другие основаны на видеокассетах уже существующих аналоговых конструкций или вновь разработанных. Видеокассеты пользовались широким спросом в 1980-е и 1990-е гг, но с 2000-х г. их повсеместно начали вытеснять DVD-диски. В 2016 году последний в мире производитель видеомагнитофонов Funai остановил их производство, в том же году компания Sony прекратила производство видеокассет.

## Конструкция

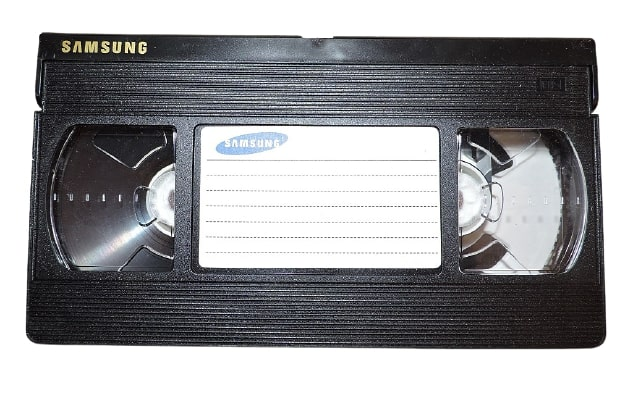
Формат VHS — классический и самый массовый формат видеокассет

Видеокассета чаще всего имеет пластмассовый корпус, в котором размещаются подающий и приёмный рулоны магнитной ленты. Рулоны чаще всего расположены в одной плоскости, но встречаются форматы видеозаписи с коаксиальной кассетой, в которой рулоны расположены друг над другом. В отличие от аудиокассет, видеокассеты обладают более сложной конструкцией. Это обусловлено особенностями лентопротяжного тракта видеомагнитофонов, предусматривающего сложную траекторию магнитной ленты, охватывающей барабан с вращающимися видеоголовками. Заправка ленты происходит автоматически при помощи специального механизма, вытягивающего её из кассеты. Для защиты от повреждений чувствительная к ним магнитная лента предохраняется люком, закрывающимся при извлечении кассеты. От разматывания рулоны защищают механические тормоза, освобождаемые в момент зарядки.
Главным преимуществом видеокассет по сравнению с бобинами считается лучшая защита магнитной ленты, прикосновения рук к которой исключены. Повреждения рабочего слоя особенно критичны для видеозаписи, поскольку могут привести её в негодность. Кроме того, повышается удобство пользования видеомагнитофоном, поскольку сложная траектория ленты в тракте требует определённой квалификации при заправке.

## Форматы
| Аналоговые форматы | Цифровые форматы |
| --- | --- |

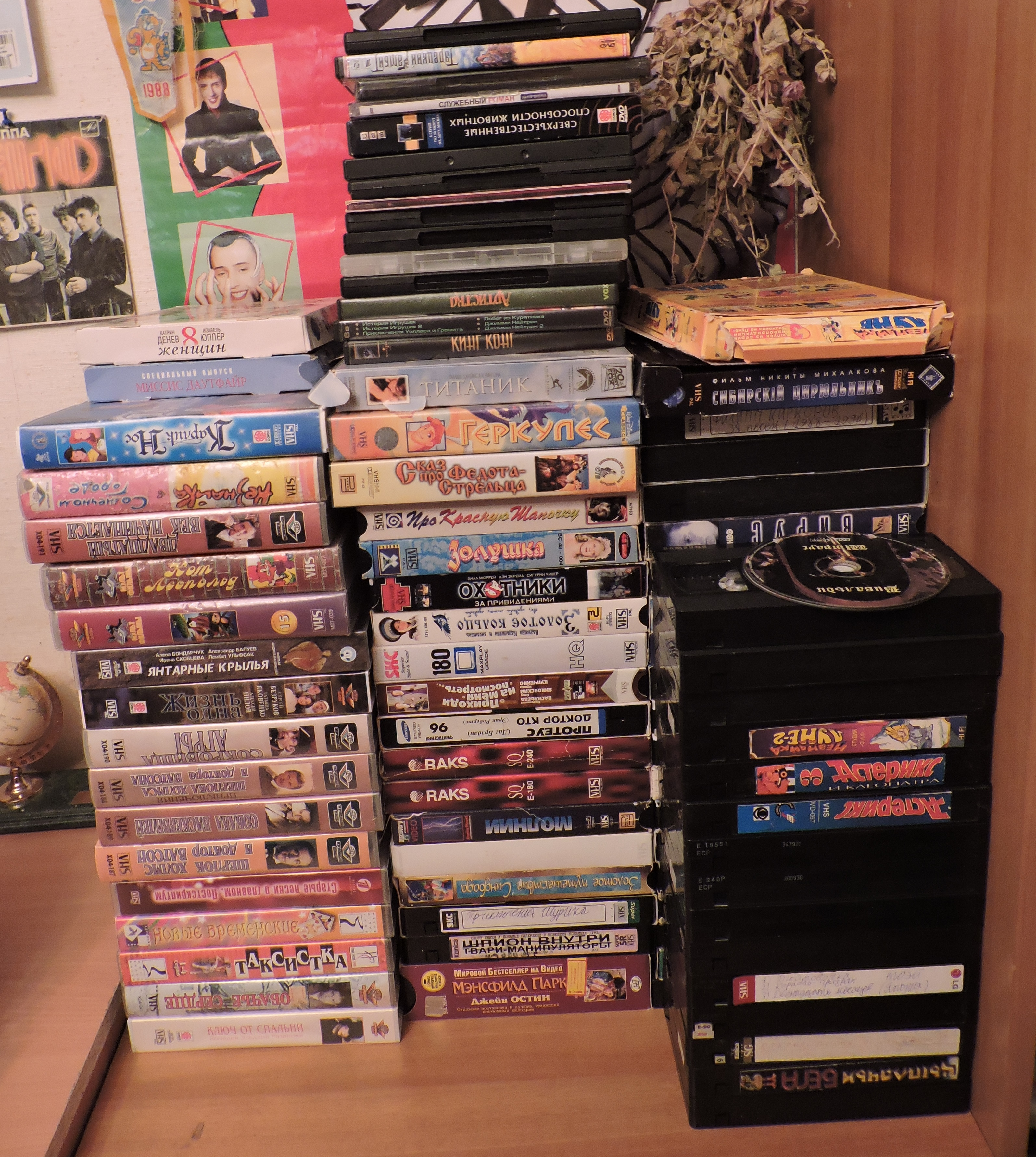
Стопки видеокассет, заполнившие определённую часть письменного стола. Подобно аудиокассетам, являются аналоговыми носителями информации. Впоследствии были вытеснены компакт-дисками

| - U-matic (Sony) - Betamax (Sony) - Betacam, Betacam SP (Sony) - VCR, VCR-LP - VHS (JVC) - S-VHS (JVC) - VHS-C (JVC) - Video 2000 (Philips) - 8 mm - Video8 - Hi8 | - D1 (Sony) - D2 (Ampex) - D3 (NHK, Panasonic) - D4 пропущен SMPTE - DCT (Ampex) - Digital Betacam, Betacam SX (Sony) - D5, D5 HD (Panasonic) - D6 HD (Toshiba, BTS) - DVCPRO (D7) (Panasonic) - D8 был пропущен SMPTE - Digital-S (D9), D9 HD (JVC) - MPEG IMX (D10) (Sony) - HDCAM (D11), HDCAM SR (Sony) - DVCPRO HD (D12) (Panasonic) - DV, miniDV - DVCAM (Sony) - HDV - D-VHS (JVC) - Digital8 (Sony) - MicroMV |